# Bruno Lemarchand
Pour les articles homonymes, voir Lemarchand.
Christian Charles Joseph Lemarchand (en religion Père Bruno), né le 1er mars 1930 à Saint-Maixent-l'École (Deux-Sèvres) et mort (assassiné) après le 20 avril 1996 en Algérie est un moine trappiste français de l'abbaye Notre-Dame de l'Atlas à Tibhirine qui, avec six confrères, fut enlevé et assassiné dans des circonstances non encore élucidées. Le dossier en vue d'une éventuelle béatification a été ouvert en 2007, dans le diocèse d'Alger, et a abouti à sa proclamation comme bienheureux le 8 décembre 2018.

## Biographie

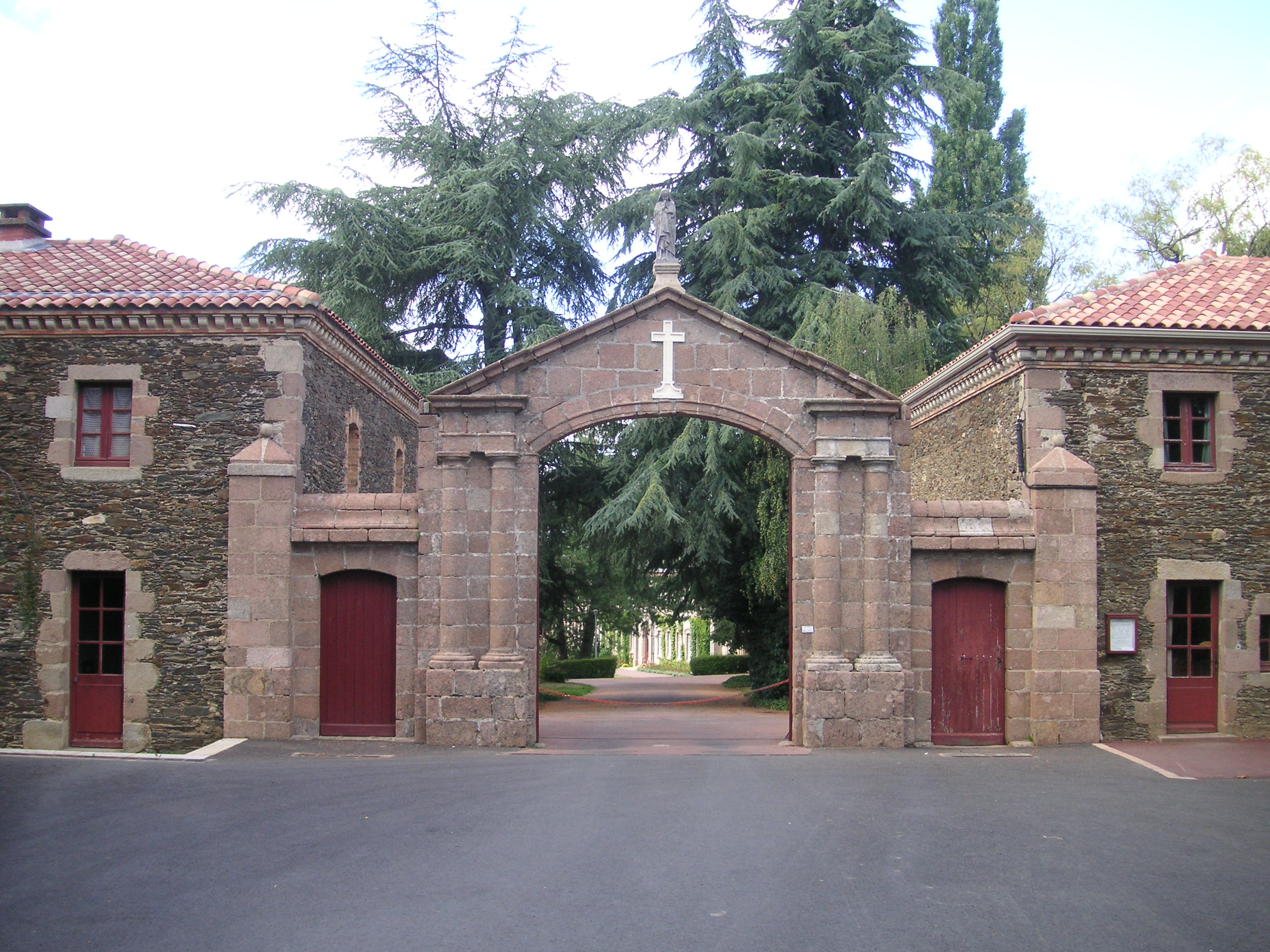
Entrée de l'Abbaye Notre-Dame de Bellefontaine.

Christian Lemarchand naît dans la famille d'un officier de la coloniale d'origine bretonne dont certains membres de la parenté sont des chrétiens engagés. Il vit son enfance au gré des mutations de son père en Syrie, au Tonkin, mais surtout à Alger et à Orléansville, où il fait sa première communion et sa confirmation en 1939. Il va garder à jamais le goût de ces primes années dans l'Algérie française. De la troisième à la terminale, il est pensionnaire chez les Frères marianistes à La Rochelle. Il fait partie des Cœurs Vaillants et de la Croisade eucharistique qui marquèrent la jeunesse catholique des années 1930 à 1950 et sa vocation naît à cette époque. 
Christian Lemarchand est ordonné prêtre le 2 avril 1956 en l'abbatiale de Saint-Maixent par Mgr de La Chanonie, évêque de Clermont-Ferrand. Pendant près d'un quart de siècle, il est professeur de français au collège Saint-Charles de Thouars, puis le directeur. Cependant, il est questionné par l'envie d'être moine. En 1961, il fait un passage rapide en tant qu'oblat à l'abbaye de Ligugé, mais c'est un échec qui le peine durablement. Il fait une retraite en 1963 à l'abbaye Notre-Dame de Bellefontaine tenue par les trappistes. Cela constitue une étape dans la vie spirituelle du jeune prêtre. Il y retourne tous les ans à partir de 1966. En attendant, c'est un professeur - et ensuite un directeur - cultivé, dont le caractère est à la fois plein d'introspection et de réserve, mais c'est également un homme aux manières élégantes et distinguées qui sait se comporter dans les réunions mondaines, par exemple lorsqu'il est invité chez les familles des élèves. Il est à noter qu'il ne veut pas faire de son établissement un collège uniquement réservé aux enfants de la bourgeoisie locale, mais qu'il l'ouvre aux enfants de familles démunies dont la scolarité est gratuite.
Il saute le pas à la rentrée 1980 et il est admis comme postulant à Bellefontaine en janvier 1981, où il prend le nom en religion de Bruno. Il y apprend l'existence de l'abbaye Notre-Dame de l'Atlas et demande à y partir en 1984 afin de mener une vie spirituelle dans la pauvreté d'un pays non-chrétien. Il est accompagné du Frère Michel. Toutefois cinq mois plus tard, rebuté sans doute par les exigences de la situation et le style du P. de Chergé, nouveau prieur, il rentre à Bellefontaine. Mais il demande à revenir en décembre 1988, où le Père Célestin l'a précédé deux ans auparavant, et le P. de Chergé lui envoie une lettre affectueuse de reconnaissance et d'acceptation, soulignant la diversité des provenances. Il est de retour en avril 1989. Il a cinquante-neuf ans. Il prononce ses vœux définitifs de stabilité un an plus tard.
Sept mois plus tard, en octobre, il fait partie des frères qui vont ouvrir une annexe de Notre-Dame de l'Atlas au Maroc, près de Fès. C'est une petite maison de ressourcement spirituel pour les frères d'Algérie qui y viennent par la route de temps à autre, tandis que ceux de Fès fournissent les hosties, et du matériel (livres, médicaments, colis de France), que l'on peut faire parvenir plus facilement en Algérie du Maroc, que directement de France. Il en devient rapidement le supérieur.
Il se rend à Tibhirine le 18 mars 1996 via Alger en avion, à cause des troubles de la guerre civile, puis par la route, pour retrouver la communauté-mère et participer à l'élection du nouveau prieur qui doit se tenir le 31 mars. Le P. de Chergé aimerait passer la main au P. Christophe Lebreton, sous-prieur. Mais les événements prennent un tour tragique. Sept des neuf moines présents au prieuré sont enlevés par des islamistes dans la nuit du 26 au 27 mars. On apprendra leur mort par un communiqué du 21 mai 1996.
Les dix-neuf religieux assassinés pendant les « années de plomb » 1993-2000 en Algérie ont fait l'objet à partir de 2007 d'une procédure, émise par le diocèse d'Alger, en vue de leur béatification. Cette procédure a abouti en 2018 : Bruno Lemarchand, avec les autres martyrs d'Algérie, est proclamé bienheureux le 8 décembre 2018, à Oran.